# Lucio Vibullio Rufo
Lucio Vibullio Rufo (in latino Lucius Vibullius Rufus; fl. I secolo a.C.) è stato un militare romano fu praefectus fabrum di Pompeo durante la guerra civile romana che si combatte tra la fazione degli ottimati e quella dei popolari.

## Biografia

### Guerra Civile
Durante la guerra civile, troviamo una prima volta Lucio Vibullio Rufo ad Ausculum, l'odierna Ascoli Piceno, impegnato a reclutare soldati per conto di Pompeo; si è nel febbraio del 49 a.C., circa un mese dopo che Cesare aveva varcato il Rubicone, dando inizio alla guerra civile.
All'arrivo di Cesare alle porte della città con la legio XII e XIII questa si arrende senza combattere; i soldati pompeiani, in parte si uniscono alle legioni di Cesare, in parte fuggono da Ascoli con a capo Publio Cornelio Lentulo Spintere, riparando a Corfinio dove si riorganizzano, sotto il comando di Lucio Vibullio Rufo e di Lucio Domizio Enobarbo.
Un messaggero di Rufo fu spedito a Brindisi per chiedere aiuto a Pompeo, che invece preferì imbarcarsi verso e partire per Durazzo. Abbandonati da Pompeo e dal loro comandante Lucio Domizio Enobarbo, che avevano imprigionato dopo che aveva tentato di fuggire nascostamente, assediati dalla legio VIII, che ormai aveva terminato di costruire un vallo intorno a Corfinio, i soldati posti a difesa della città, si arresero senza combattere.
Come suo costume Cesare fu generoso con i vinti; evitò il saccheggiò della città, incluse i soldati nelle sue legioni e lasciò liberi tutti i nobili romani presenti in città, arrivando anche a restituire i sei milioni di sesterzi che L.D. Enobarbo aveva in città.
Lasciato libero da Cesare, Lucio Vibullio Rufo rimane però legato alla fazione degli ottimati, ed è mandato in Spagna, per raggiungere i soldati pompeiani là stanziati.